# 淮安区
淮安区（わいあん-く）は中華人民共和国江蘇省淮安市に位置する市轄区。中国の古代から近世にかけての河川行政（治水）・水運行政（漕運）・製塩行政の中心地となった古い街であり、揚州・蘇州・杭州とならぶ大運河上の四大都市と称された。周恩来・韓信・呉承恩らの生まれ故郷でもある。1986年には国家歴史文化名城の称号を得ている。

## 歴史

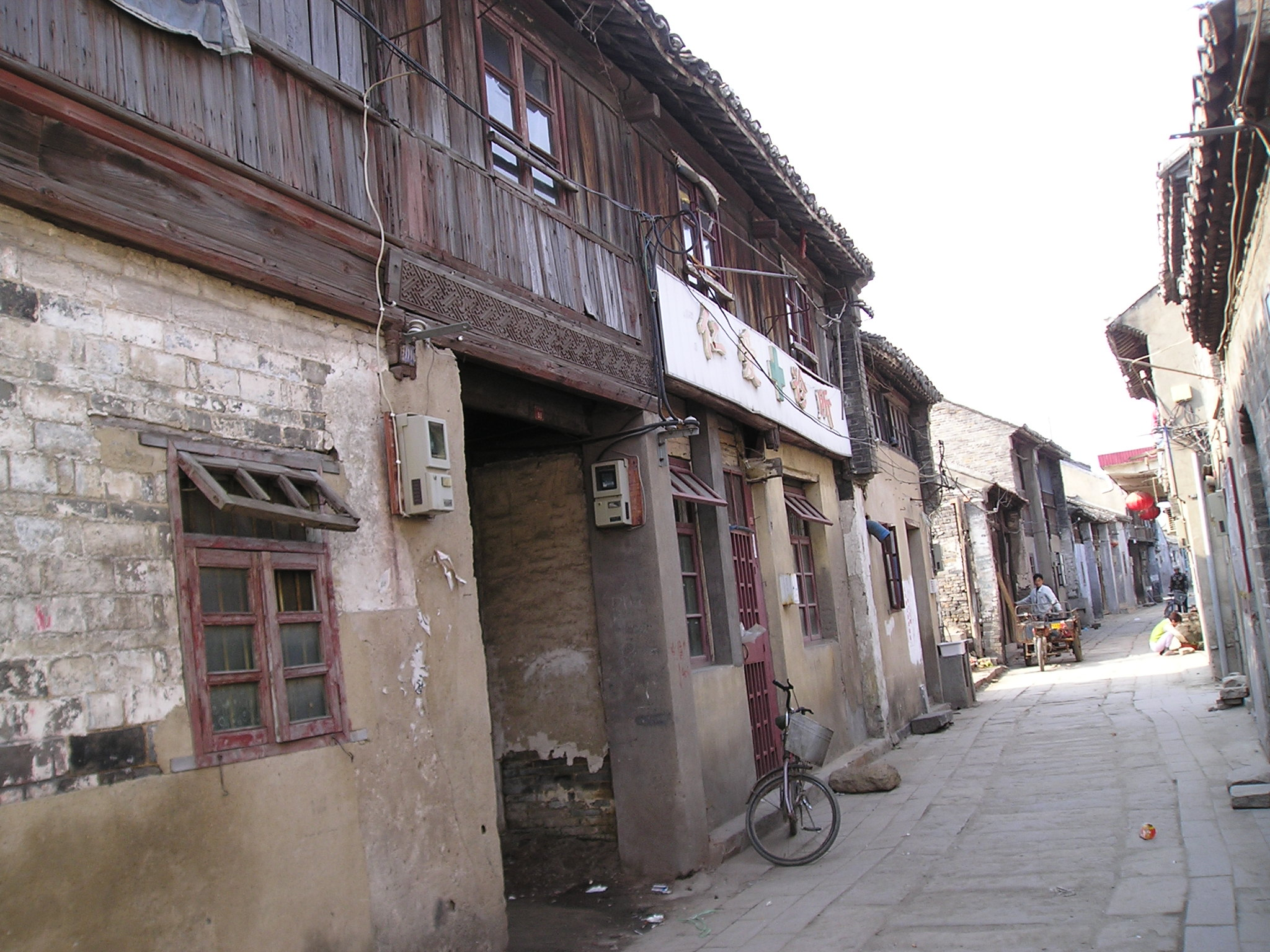
河下村の湖嘴大街・古い街並み

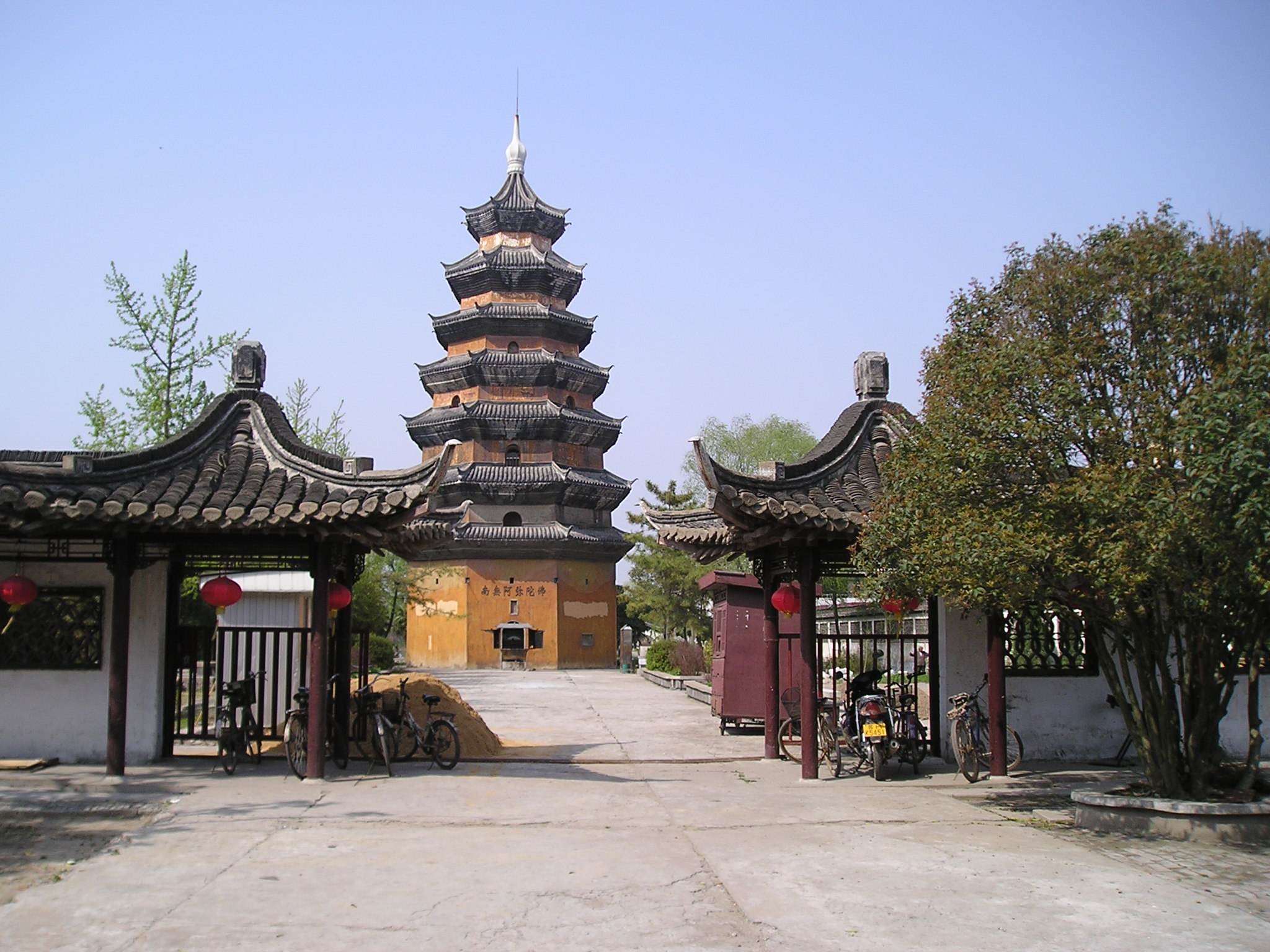
文通塔

現在の淮安区はかつて清代には淮安府、中華民国以降は淮安県と呼ばれた。2000年に淮陰市が淮安市に改名するまで、淮安区は淮安市という県級市であった。
呉・越・楚などの諸国が争奪したこの地は、秦代には淮陰県の管轄下となったが漢武帝のときに射陽県が置かれた。東晋の祖逖は現在の淮安区の場所に城郭都市を築き（これが現在の老城と呼ばれる地区）、山陽県治を置いた。
隋が大運河を開削すると山陽県城は長江流域と黄河流域の間で租税・食糧・兵力・商品を運送する物流の幹線上の町となる。隋から唐・五代十国・北宋に至るまでこの地方は楚州と呼ばれその中心は山陽県に置かれ、唐宋代には水上交通をつかさどる江淮転運使が置かれた。しかし金が宋に攻め込んだ際、この地は南北の境となり戦禍に巻き込まれ荒廃した。
元代には大運河がよみがえり、転運使に代わり総管府がこの地に置かれた。明および清の時代、水運（漕運）は復興し、街はふたたび繁栄の時期を迎えた。特に明以降海禁が行われ海商が規制されると、国内物流は海運から内陸運河輸送へと重心が移り、一帯は運送や商業で栄え、河川や運河の管理と警備を行う漕運総督が置かれた淮安府（淮安区）は行政の中心ともなった。
この時期、淮安区の街並みは現在見るような構造が形成される。東晋の祖逖が建設して以来の1600m四方の古い城郭都市は老城と呼ばれた。北宋代に老城の北1000mの位置に、1000m四方の新たな城郭都市・新城が建設されている。明代には倭寇から街を守るため、二つの城郭都市をつなぐように長さ700mの城壁が二つ並行するように建設され、その中の町は連城（聯城）と呼ばれるようになった。こうして、老城・連城・新城の三つの城郭都市が連なる独特の構造の街が築かれ、それぞれの城には城門楼・角楼・水門が設置された。漕運総督は老城の中央部に総督衙門を構え、新城の西門外には淮北の沿海部で生産される塩を集積・検査し長江流域や淮河流域各地へ送る「綱塩」（綱鹽）があった。淮安府から湖北省・湖南省・江西省・安徽省・河南省・江蘇省に送られる塩は淮塩と総称された。その繁栄の絶頂期、城内外では人煙が沸き立ち交易が繁栄し大運河上の四大都市に名を連ねる。大運河に沿って隣接する河下鎮・板閘鎮・清江浦鎮（現在の清江浦区）も淮安府と一続きになった都市圏を形成した。
しかし清末期、近代化で海禁が解かれ海運が復活し、内陸でも鉄道が敷設され始めると、大運河を用いた物流は減少し淮安府も衰退した。中華民国政府は淮安府を廃止し山陽県を置くことにしたが、陝西省にも同名の県があるため紛らわしく、1914年に淮安県と改名した。清代中期以降、清江浦鎮（後の淮陰県、現在の清江浦区）の方が大きくなっており、中華人民共和国建国後は淮安県は清江浦に中心をおく淮陰専区に属するようになった。1983年には淮陰地区が淮陰市となり、1987年に淮安県は淮安市（県級市）に昇格した。2000年には淮陰市が淮安市と改名しその下にあった県級市・淮安市は楚州区となった。2012年1月31日に淮安区と改称され現在に至る。

## 地理と経済

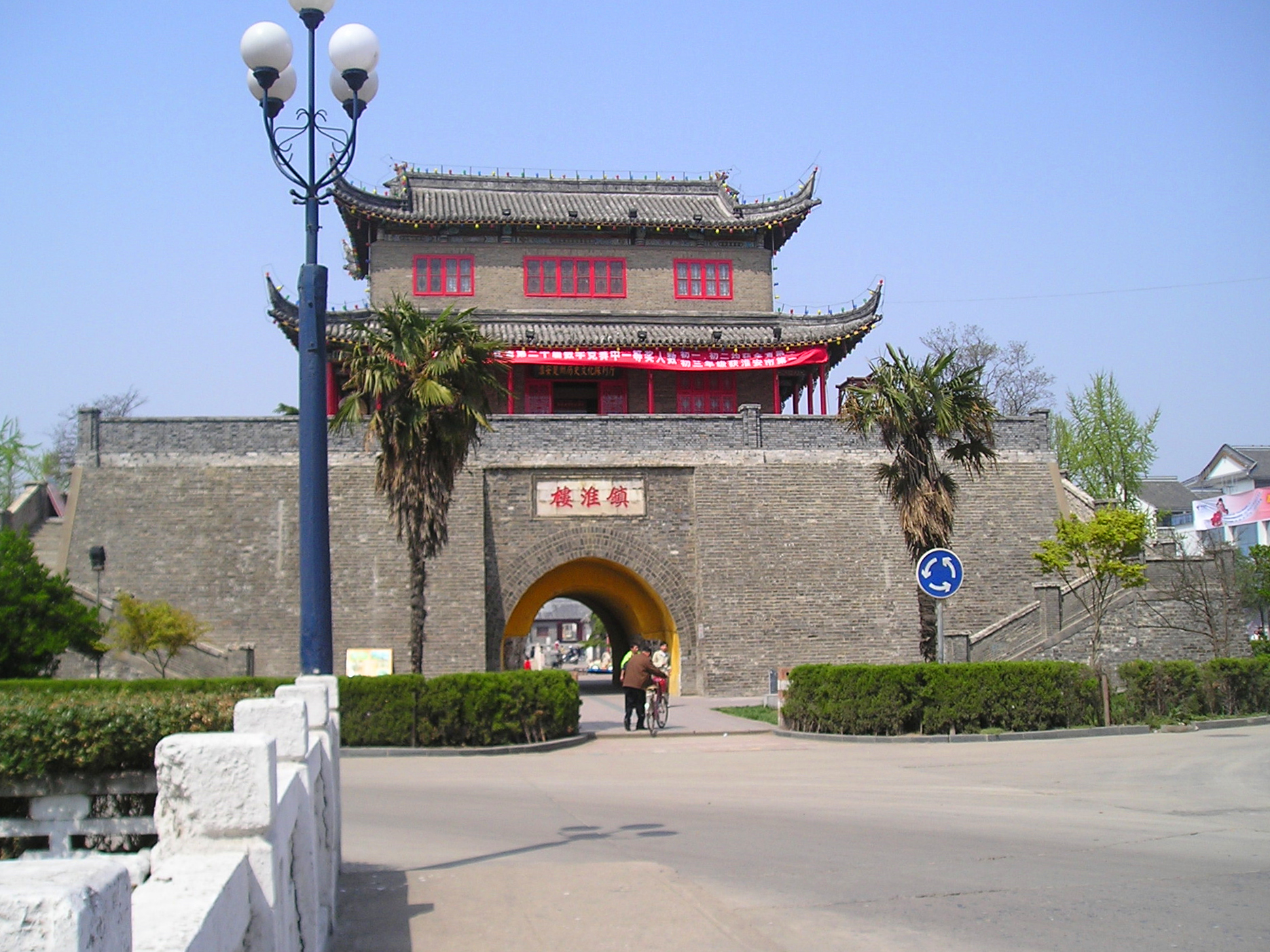
鎮淮楼

楚州は淮河下流の平坦な土地で、区内は黄淮沖積平野および里下河沿いの盆地が主である。京杭大運河と京滬高速公路が九内を南北に貫き、新長鉄路と蘇北灌漑総渠（淮河の放水路）が東西に貫く。
現在の淮安市は、かつての淮安府であった淮安区（老淮安）ではなく清江浦区（新淮安）に市の中心を置いている。淮安区には漕運総督衙門のほか、鎮淮楼、淮安府衙署、勺湖園、文通塔、青蓮崗文化遺跡などの古跡が数多くある。また周恩来の旧居や記念館、韓信ゆかりの韓侯祠・韓侯釣台・胯下橋、呉承恩の旧居と墓、関天培祠墓、劉鶚故居など、淮安出身の人物ゆかりの場所も多い。
機械、電子、紡織、化学工業、食品などの工業が盛ん。農業は水稲、コムギ、綿花、油菜が中心。特産品には茶饊、蒲菜、平橋豆腐、文楼湯包、震豊楼餛飩、欽工肉円、長魚などがあり、淮揚菜（江蘇料理の一つ、淮揚料理）の主要な発祥地の一つである。

## 行政区画
- 街道:淮城街道、河下街道、山陽街道
- 鎮:平橋鎮、朱橋鎮、施河鎮、車橋鎮、流均鎮、博里鎮、復興鎮、蘇嘴鎮、欽工鎮、順河鎮、漕運鎮、石塘鎮